# Lairig Ghru

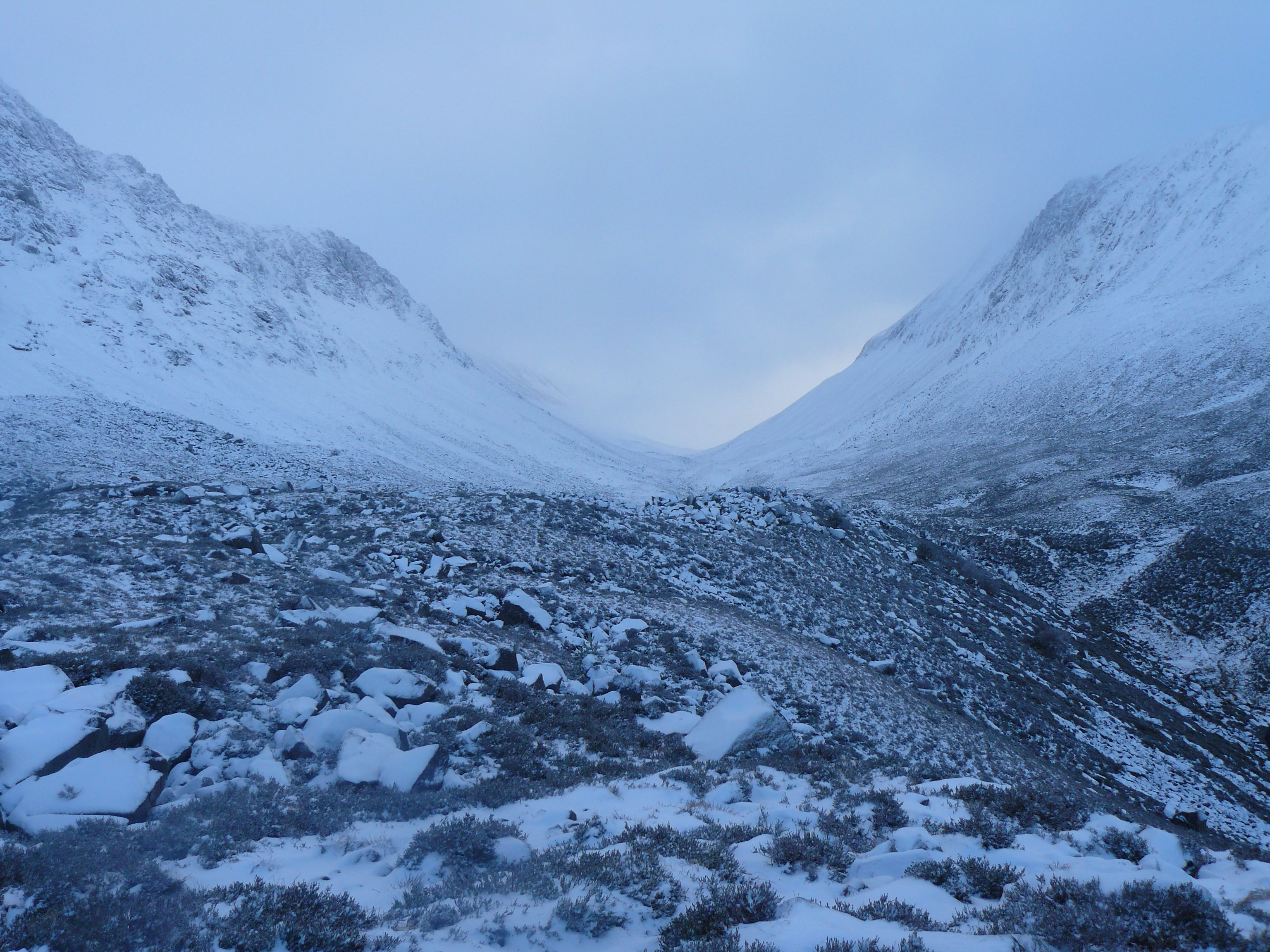
De noordelijke toegang tot de Lairig Ghru, met de hellingen 'Lurcher's Crag' (links) en 'Braeriach' (rechts)

De Lairig Ghru is een bergpas in het Cairngorms National Park in Schotland. De top van de pas ligt op 835m.
Zoals vele klassieke pasroutes is de route door de bergpas zelf als een soort laaglandrivier: vanaf één duidelijke route naar de top toe vertakkend in allerlei kleine weggetjes. Vanaf het zuiden kan de pas worden bereikt vanaf het plaatsje Braemar (30km verderop), via het dal Glen Lui, en meer direct via het dal Glen Dee. Vanaf het noorden kan Lairig Ghru worden bereikt vanaf het meertje Glen More via de Chalamain Gap (12km), en van het plaatsje Aviemore (15km) via het Rothiemurchus bos (spreek uit: rothie-murk-us).
Historisch gezien was Lairig Ghru eeuwenlang een route tussen de streken Deeside en Strathspey voor iedereen die deze reis moest maken. De Lairig Ghru werd door allerlei verschillende mensen gemaakt, voor diverse doeleinden. Hieronder viel ook het drijven van vee. Tegenwoordig maakt men gebruik van de Drumochter Pass, via de hoofdweg A9 of via de A939. De Lairig Ghru wordt gelaten aan de wandelaars, die dit gebied in de vroege twintigste eeuw hebben ontdekt.
De hele route van Aviemore naar Braemar is ongeveer 43km lang, maar veel wandelaars beperken zich tot de start bij de waterval Linn of Dee, 8km vanaf Braemar over een asfaltweg. Vanaf de waterval is het hele gebied onbewoond. Een km of 6 ten zuiden van de pas ligt de onbemande berghut ('bothy', zoals ze in de Cairngorms worden genoemd) Corrour Bothy. De bothy is recent opgeknapt en is voor een onbemande berghut van goede kwaliteit.

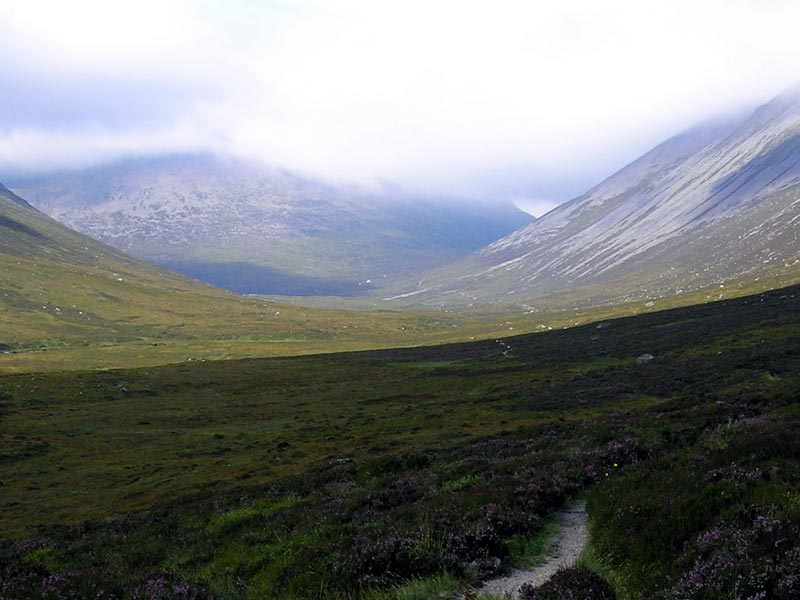
Vanaf Corrour - ruwweg noordwaarts naar het begin van Glen Dee
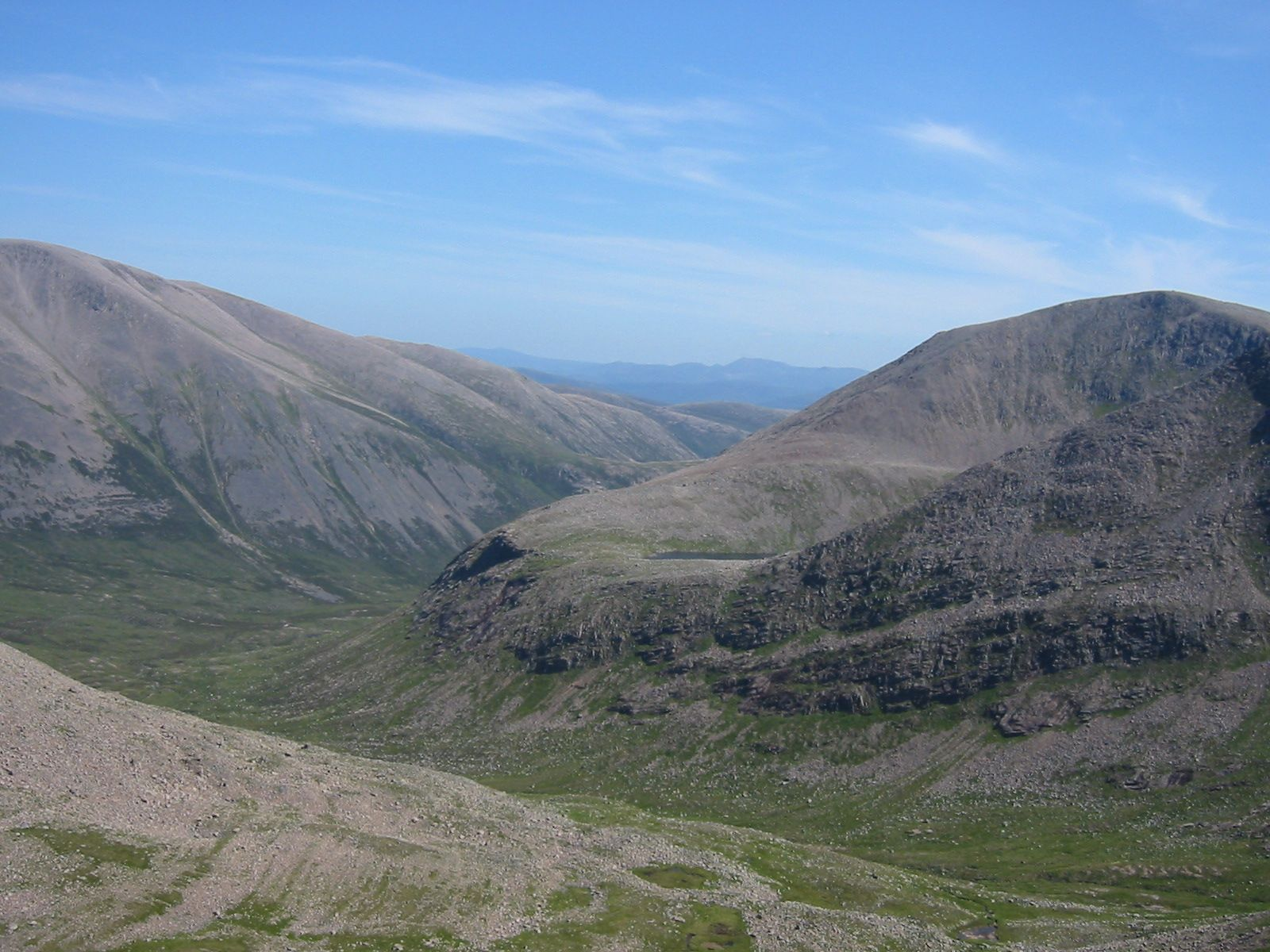
Vanaf Braeriach - ruwweg zuidwest naar het begin van Glen Dee